# Algemene Dienst Medaille
De "Iftihar Madalyasi", het betekent Eremedaille, werd in 1854 door de Turkse Sultan Abdülmecit de Eerste (1839-1861) ingesteld. Deze medaille was verbonden aan de Orde van de Eer maar zij werd gebruikt als een campagnemedaille. Voor het eerst gebeurde dat voor de veteranen van de bloedige gevechten aan de benedenloop van de Donau in 1854, de opmaat voor de Krimoorlog, en ook later werd de medaille gebruikt om de betrokkenen bij kleinere expedities te decoreren.
Er werden medailles in ten minste twee graden verleend.
Voor de Turkse officieren en soldaten waren er gouden en zilveren medailles, ieder met een doorsnede van 31 millimeter. De medailles waren dus even groot als de meeste van de Turkse campagnemedailles.
Op de voorzijde van de medaille staat de door lauwertakken en vaandels omringde tughra van Sultan Abdülmecit I boven het jaartal 1270 en onder een ster met halve maan. Op de keerzijde staat een grove weergave van het eerste type kleinood van de Orde van de Glorie; een ster met elf punten met daarop een ster met zes punten. met daaronder een lint met de in het Arabisch gestelde inschrift "Nishani Iftihar". Het lint voor de medailles was zoals gebruikelijk zalmrood met groene boorden. Dat was het lint van de Orde van de Glorie maar ook andere Turkse campagnemedailles werden aan dit standaardlint gedragen. Alle medailles werden doorboord om ze zo aan het lint te kunnen hangen.
Medailles en eretekens van het Ottomaanse Rijk

Chelengk · 
Orde van het Huis van Osman · 
Orde van het Verheven Portret · 
Orde van de Halve Maan · 
Orde van de Glorie · 
Orde van de Eer · 
Hoge Orde van de Eer · 
Orde van Osmanie · 
Orde van Mejidie · 
Orde van Liefdadigheid · 
Orde van Onderwijs · 
Orde van het Ottomaanse Parlement · 
Orde van Verdienste voor de Landbouw ·
Medaille van de Orde van de Eer · 
Liyakat Medaille · 
IJzeren Halve Maan · 
De lijst van 21 Turkse campagnemedailles

Medailles en ertetekens van de Turkse Republiek

Turkse Onafhankelijkheidsmedaille · 
Orde van Verdienste van de Turkse Strijdkrachten · 
Legioen van Aanbeveling van de Turkse Strijdkrachten · 
Legioen van Eer van de Turkse Strijdkrachten · 
Legioen van Verdienste van de Turkse Strijdkrachten · 
Medaille van Eer van de Turkse Strijdkrachten · 
Medaille van de Strijdkrachten voor Belangrijke Diensten · 
Medaille van de Strijdkrachten voor Opvallende Moed en Zelfopoffering · 
Medaille voor Eervolle Vermelding van de Turkse Strijdkrachten · 
Medaille voor Prestaties van de Turkse Strijdkrachten